# Campylopus crassissimus
Campylopus crassissimus là một loài rêu trong họ Dicranaceae. Loài này được Besch. mô tả khoa học đầu tiên năm 1885.